# Сутенёр
Сутенёр (фр. Souteneur — поддерживающий), или сводник — человек, занимающийся организацией проституции и контролирующий деятельность проституток, обеспечивающий их защиту и получающий от этого доход.
Сутенёр привлекает других лиц к занятию проституцией, организует рекламу, обеспечивает охрану и опеку, защиту от конкурентов, правоохранительных органов и агрессивных клиентов, улаживает конфликты, предоставляет помещения для занятий проституцией. Считается, что сутенёры часто состоят в любовных связях с подконтрольными им проститутками. Зачастую они обращаются с «подопечными» тиранически, отбирая все деньги и избивая за малейшую провинность.
Термин «сутенёр» применяется к лицам мужского пола. Для женщин, организующих занятия проституцией, используются названия «сутенёрша», «мамочка»,  «бандерша».

## История в России
По законам Российской империи владеть публичными домами и заниматься сводничеством могли только женщины. Это было направлено на предотвращение злоупотреблений и жестокого обращения с проститутками. Сутенёры мужского пола, которых на воровском жаргоне называли «котами», контролировали нелегальную уличную проституцию. Термин «кот» в XIX и начале XX веков был столь популярен, что был включён в словарь Ушакова:

Сутенёр — "Хозяин" проститутки или повелитель.

Кот:

1. Самец кошки.
2. Человек, живущий на содержании проститутки.

## Юридический статус
В настоящее время законодательство многих стран относит сутенёрство к уголовно наказуемым деяниям. Наказание за сводничество обычно строже, чем за занятие проституцией.

### Российское законодательство
В российском законодательстве термин «сутенёр» не фигурирует. Однако по Уголовному кодексу Российской Федерации действия сутенёра могут квалифицироваться по статьям 240 (вовлечение в занятие проституцией) и 241 (организация занятия проституцией). Они могут составлять также административное правонарушение, предусмотренное статьёй 6.11 Кодекса об административных правонарушениях Российской Федерации (получение дохода от занятия проституцией, если этот доход связан с занятием другого лица проституцией).